# Электрическая печь сопротивления

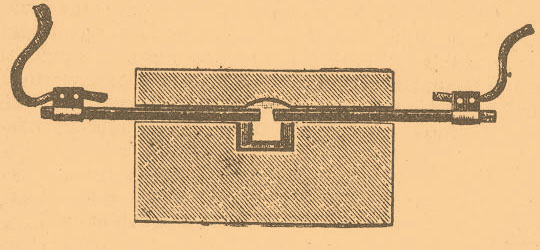
Простейшая электрическая печь
(рисунок из статьи И. Лебедева
«Электрическая печь». «ЭСБЕ»; 1904)

Электри́ческая печь сопротивле́ния (ЭПС) — электротермическая установка, в которой тепло выделяется за счёт протекания тока по проводнику. Установки такого типа по способу выделения тепла делятся на две группы: косвенного действия (тепло выделяется в нагревательных элементах) и прямого действия (тепло выделяется в нагреваемом изделии).
Электрические печи сопротивления классифицируются по назначению, по температурному режиму, конструкции и принципу действия, по рабочей среде.

## Материалы нагревателей в электрических печах сопротивления
В печах сопротивления, работающих при температурах до 1150 °С в окислительной атмосфере применяется - нихромы марок Х20Н80, Х15Н60. 

В печах сопротивления, работающих при температурах до 1400 °С в окислительной атмосфере применяется - фехраль марок Х23Ю5Т, Х27Ю5Т. 

В печах сопротивления, работающих при температурах до 1800 °С в окислительной атмосфере применяются - керамические материалы (карбид кремния, дисилицид молибдена, хромит лантана). 

В печах сопротивления, работающих при температурах до 2500 °С в вакууме применяются - тугоплавкие металлы (молибден, вольфрам, тантал, ниобий) или углеродосодержащие материалы (графит, углерод-углеродные композиционные материалы (УУКМ)).